# Stefán Máni
Stefán Máni, właśc. Stefán Máni Sigþórsson (ur. 3 czerwca 1970) – islandzki pisarz, zajmujący się twórczością z gatunku fikcji kryminalnej.
Zadebiutował w 1996 r. powieścią Dyrnar á Svörtufjöllum, którą wydał na własny koszt. Powieść Svartur á leik (2004) była nominowana do nagrody Szklany Klucz. Powieść Skipið (wyd. pol. pt. Statek) została w 2007 r. wyróżniona nagrodą Blóðdropinn, przyznawaną dla najlepszej islandzkiej powieści kryminalnej. Powieść była jednocześnie nominowana do nagrody Szklany Klucz.

## Twórczość
- 1996 - Dyrnar á Svörtufjöllum
- 1999 - Myrkravél
- 2001 - Hótel Kalifornía
- 2002 - Ísrael: saga af manni
- 2004 - Svartur á leik
- 2005 - Túristi
- 2006 - Skipið (wyd. pol. pt. Statek, przekł. Jacek Godek, Warszawa 2010)
- 2008 - Ódáðahraun
- 2009 - Hyldýpi